# Новобахметьєве
Новобахме́тьєве — село Олександрівської селищної громади Краматорського району Донецької області, України. Населення становить 148 осіб.